# アカデミー
アカデミー（英: academy、独: Akademie、仏: académie、羅: academia）は、古代ギリシャの哲学者プラトンがアテネに開いたアカデーメイアー（希: Ἀκαδημ（ε）ια/Akadēm（e）íā）に由来し、ルネサンス時代以降は、学術団体、学会を意味する言葉となった。現在はさらに、学校名、芸術団体名（クラシック音楽の演奏団体なども含む）などの名にも使われる。日本では、翰林院と訳されることもある。
派生語としてacademic（アカデミック；学問的な、学術的な）、academician（学士院会員、芸術院会員；伝統主義者、学者を指すことも）、academism（アカデミズム；学問至上主義、権威主義）などがある。
転じて、各種養成機関や塾や予備校、学校名として使われることがあるほか、企業名として使われることもある。日本の例としてJFAアカデミー福島、カープアカデミー、JALアカデミー、東映アカデミー、テアトルアカデミー、A&Gアカデミー、ヒューマンアカデミー、東京アカデミー、ヤクルト野球アカデミー、早稲田アカデミーなどがみられる。

## 「アカデミー」という語の使用例
- アカデーメイアー - 哲学者プラトンが古代ギリシアで創始した学校。
- プラトン・アカデミー - ルネサンス期のフィレンツェでメディチ家が主宰した人文主義者のサークル。
- アカデミー・フランセーズ - フランス学士院を構成するアカデミーの一つ。
- 芸術アカデミー - フランス学士院のアカデミーの一つ。西洋美術史で「アカデミー」と言えば、フランスの芸術アカデミーを指す。アカデミーが開催した展覧会（サロン）が有名。イギリスなどにも同様のアカデミーがある。
  - アカデミック美術（アカデミズム） - 19世紀に芸術アカデミーが推進した、古典主義に範を求めた美術の傾向。
- 国立アカデミー
- 科学アカデミー

### 架空
- ドラゴン・スレイヤー・アカデミー - 小説のタイトル
- ポリスアカデミーシリーズ - 映画のシリーズ
- ポリスアカデミー (アニメ)